# Елизабета Канческа-Милевска
Елизабета Канческа-Милевска (на македонска литературна норма: Елизабета Канческа-Милевска) е политик от Северна Македония от партията Вътрешна македонска революционна организация - Демократическа партия за македонско национално единство (ВМРО-ДПМНЕ).

## Биография
Канческа-Милевска е родена през 1970 година в Титов Велес. През 1989 година завършва гимназията „Йосип Броз – Тито“ в Скопие, а през 1993 година – социология в Скопския университет. Защтитава докторска дисертация във Философския фекултет. До 1998 година работи в търговска фирма, след което е чиновник в Министерството на културата. От 2002 година е чиновник в Агенцията за държавните служители, а от 2004 година работи в апарата на ВМРО-ДПМНЕ. За кратко е заместник-кмет на община Кисела вода, а след връщането на власт на партията ѝ през 2006 година отново е служител на Министерството на културата. От 2008 година е министър на културата в кабинета на Никола Груевски.
След като на 19 октомври 2018 година гласува за конституционните промени за смяна на името на държавата заедно с другите шестима депутати гласували „за“ е изключена от ВМРО-ДПМНЕ и от парламентарната група.